# Malta Song for Europe 1992
Malta Song for Europe 1992 (Abkürzung: MSFE 1992) war die maltesische Vorentscheidung für den Eurovision Song Contest 1992, der in Malmö (Schweden) stattfand, nachdem Carola im Vorjahr mit ihrem Lied Fångad av en stormvind den Eurovision Song Contest gewonnen hatte. Der Wettbewerb wurde von Mary Spiteri mit dem Lied Little Child gewonnen. Der Wettbewerb war auch als Festival tal-Kanzunetta Maltija għall-Ewropa 1992 bekannt.

## Prinzip
Insgesamt wurden 20 Beiträge von einer Fachjury ausgewählt, um in den Halbfinalen, welche am 12. und 13. März 1992 im Mediterranean Conference Centre stattfanden, teilzunehmen. Am 12. März wurden die Lieder auf Maltesisch vorgetragen und am 13. März auf Englisch. Hier wählte die Jury mit 100 % Stimmenanteil die zehn Finalisten, die dann am 14. März antraten, um Maltas Beitrag für den Eurovision Song Contest zu ermitteln.
Alle Lieder wurden im Halbfinale und im Finale sowohl auf Englisch, als auch auf Maltesisch vorgetragen, jedoch zog Malta die englische Version beim Eurovision Song Contest vor. Auf Englisch zu singen war vor 1999 nur Teilnehmerländern erlaubt, die Englisch als Amtssprache besaßen, darunter auch Malta.

### Halbfinale
Hier die Halbfinalisten, die am 12. und 13. März 1992 für einen Platz im Finale gegeneinander antraten:
| Startnr. | Interpret            | Englischer Songtitel          | Maltesischer Songtitel          | Ungefähre Bedeutung im Deutschen   |
| -------- | -------------------- | ----------------------------- | ------------------------------- | ---------------------------------- |
| 01       | Vince Fabri          | Over and Over Again           | Vjola                           | Immer und immer wieder             |
| 02       | Renato               | Fading Love                   | Jekk l-eku ta’ dal-kliem        | Schwindende Liebe                  |
| 03       | Peter Baldacchino    | End of a Love Song            | Issa li ga zernaq               | Ende eines Liebeslieds             |
| 04       | Alex Schembri        | Don’t Leave Without Me        | Int                             | Geh nicht ohne mich                |
| 05       | The Greenfields      | When the Devil Meets an Angel | Meta x-xitan jiltaqa’ ma’ anġlu | Wenn der Teufel einen Engel trifft |
| 06       | Carmen Schembri      | Winds from Yesterday          | Għal dejjem tul iż-żmien        | Winde von gestern                  |
| 07       | Mary Spiteri         | Little Child                  | Tfajjel ċkejken                 | Kleines Kind                       |
| 08       | Helen Micallef       | Yearning                      | Mat-tnehid tal-mewġ             | Sehnsucht                          |
| 09       | Doreen Galea         | Wish It Were Still Yesterday  | Mank li l-bieraħ kien illum     | Wüsche es wäre noch gestern        |
| 10       | Manolito             | Is It Too Much to Pretend     | Il-villaġġ                      | Ist es zu viel es vorzugeben       |
| 11       | Catherine Vigar      | And Why                       | U int għalfejn                  | Und weshalb                        |
| 12       | Moira Stafrace       | Don’t Throw Our Love Away     | Tgħidlix                        | Wirf unsere Liebe nicht weg        |
| 13       | David Xuereb         | Caged Heart                   | Qalb ma thobbx                  | Gefangenes Herz                    |
| 14       | Enzo Guzman          | Sunshine and Rainbows         | Tkellem bil-fjuri               | Sonnenschein und Regenbogen        |
| 15       | Marthese Tanti       | Garden of Dreams              | Gardina tal-ħolm                | Garten der Träume                  |
| 16       | Suzanne Borg         | Shooting the Breeze           | Bla firdiet                     | Quatschen                          |
| 17       | Mike Spiteri         | Lonely People                 | Paceville                       | Einsame Leute                      |
| 18       | Godwin Lucas         | Autumn Love                   | Imħabba fil-ħarifa              | Herbstliebe                        |
| 19       | Leontine & Q Factory | With Every Day                | Fejn jien                       | Mit jedem Tag                      |
| 20       | Phylisienne Brincat  | Together                      | Flimkien                        | Zusammen                           |

### Finale
Im Finale, das am 14. März 1992 stattfand, sangen zehn Künstler um den Sieg des Vorentscheids. Letztendlich wurde es von Mary Spiteri mit dem Lied Little Child gewonnen.
| Startnr. | Interpret           | Englischer Songtitel      | Maltesischer Songtitel   | Platzierung |
| -------- | ------------------- | ------------------------- | ------------------------ | ----------- |
| 01       | Alex Schembri       | Don’t Leave Without Me    | Int                      | -           |
| 02       | Enzo Guzman         | Sunshine and Rainbows     | Tkellem bil-fjuri        | -           |
| 03       | Godwin Lucas        | Autumn Love               | Imħabba fil-ħarifa       | -           |
| 04       | Moira Stafrace      | Don’t Throw Our Love Away | Tgħidlix                 | 2.          |
| 05       | Mike Spiteri        | Lonely People             | Paceville                | 3.          |
| 06       | Phylisienne Brincat | Together                  | Flimkien                 | -           |
| 07       | Renato              | Fading Love               | Jekk l-eku ta’ dal-kliem | -           |
| 08       | Marthese Tanti      | Garden of Dreams          | Gardina tal-ħolm         | -           |
| 09       | Helen Micallef      | Yearning                  | Mat-tnehid tal-mewġ      | -           |
| 10       | Mary Spiteri        | Little Child              | Tfajjel ċkejken          | 1.          |